# Campeonato Europeo de Halterofilia de 1933

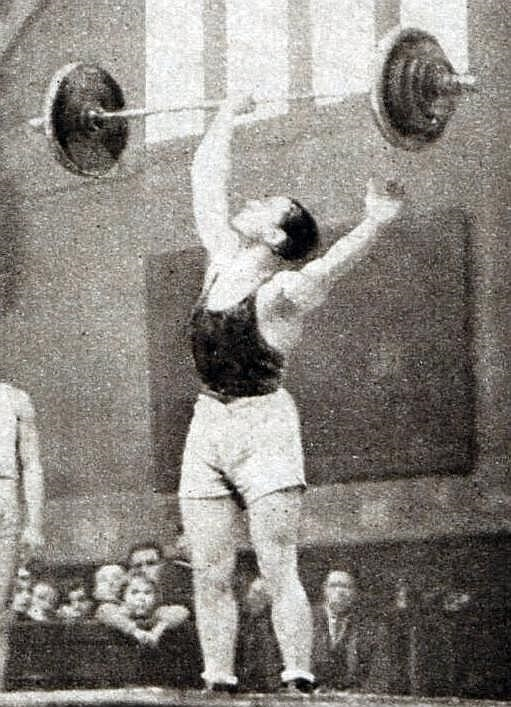
Pierre Alleene, atleta europeo, practicando Halterofilia en 1933

El XXIV Campeonato Europeo de Halterofilia se celebró en Essen (Alemania) entre el 16 y el 17 de septiembre de 1933 bajo la organización de la Federación Europea de Halterofilia (EWF) y la Federación Alemana de Halterofilia.

## Medallistas
| Evento   | Oro                                | Plata                           | Bronce                           |
| -------- | ---------------------------------- | ------------------------------- | -------------------------------- |
| 60 kg    | Hans Wölpert Alemania 420,0        | Eugen Mühlberger Alemania 410,0 | Helmut Schäfer Alemania 397,5    |
| 67,5 kg  | Franz Thiersch Alemania 447,5      | Kurt Helbig Alemania 442,5      | Henri Blanc · Suiza · 430,0      |
| 75 kg    | Pierre Allené Francia 497,5        | Rudolf Ismayr Alemania 492,5    | Eugen Jordan Alemania 470,0      |
| 82,5 kg  | Nicolas Scheitler Luxemburgo 497,5 | Jakob Vogt Alemania 495,0       | Karl Bierwirth Alemania 485,0    |
| +82,5 kg | Václav Bečvář Checoslovaquia 552,5 | Arnold Luhaäär Estonia 537,5    | Josef Straßberger Alemania 525,0 |

1. 1 2 3  Total (en kg) de la suma de diferentes levantamientos.

## Medallero
| Núm. | País           | Oro | Plata | Bronce | Total |
| ---- | -------------- | --- | ----- | ------ | ----- |
| 1    | Alemania       | 2   | 4     | 4      | 10    |
| 2    | Checoslovaquia | 1   | 0     | 0      | 1     |
| 2    | Francia        | 1   | 0     | 0      | 1     |
| 2    | Luxemburgo     | 1   | 0     | 0      | 1     |
| 5    | Estonia        | 0   | 1     | 0      | 1     |
| 6    | Suiza          | 0   | 0     | 1      | 1     |
|      | TOTAL          | 5   | 5     | 5      | 15    |